# Kevlar
Kevlar är ett handelsnamn för para-aramidfiber. Fibern är fem gånger starkare än stål i samma vikt. Den påverkas dessutom inte inom rimliga temperaturintervall av värme. Kevlar används till allt från skyddshandskar och -västar till slangar i bildäck och kompositer i flygplan men också mycket inom modellhobby. Kevlar uppfanns 1965 av Stephanie Kwolek på  DuPont, ursprungligen för att komma runt Michelins patent på stålradialdäcket, men blev inte riktigt känt förrän på 1970-talet. Den andra sorten av aramidfiber är meta-aramidfiber som säljs under namnet Nomex.
Det är egentligen två forskare som står bakom kevlar, Stephanie Kwolek och Herbert Blades. De arbetade båda för DuPont. Aramidfibrer är starka men inte särskilt uttänjbara och relativt dyra.
Kevlar tillhör gruppen högtemperaturstabila ämnen, vilket innebär att den tål värme upp till 180°C en längre tid utan att ta någon större skada.
Kevlar används även för tillverkning av eldleksaker, såsom poi, eldrep, veke på eldstavar och dylikt. Det kan även användas till skateboardar.
Ett viktigt användningsområde för kevlar är som förstärkning i höljet (manteln) i glasfiberkablar för optisk kommunikation, där kevlarens låga töjning kommer särskilt väl till pass för att avlasta den ömtåliga glasfibern.
En annan tillämpning är staglina (handelsnamn Parafil) som alternativ till stål vid stagning av höga master. I vissa tillämpningar är det en fördel att kevlar till skillnad från stål är elektriskt oledande. Detta kan ha betydelse bland annat vid antennanläggningar för radio. Kevlar används även i tillverkning av segel till segelbåtar.
Även högtalarproducenter har börjat använda kevlar. Det används till själva högtalarmembranen.